# TELL ME 〜hideと見た景色〜
『TELL ME ～hideと見た景色～』は2022年7月8日公開の映画作品。配給はKADOKAWA。

## 概要
X JAPANのhideの実弟でパーソナルマネージャーを務めた松本裕士の著書「兄弟 追憶のhide」をもとに、突然この世を去ったhideが遺した音楽を世に届けるため、主人公のヒロシや残された仲間達が奮闘する物語となっている。
監督は「着信アリ2」や「僕と彼女とラリーと」などを手がけた塚本連平。
主人公ヒロシは本作が初の映画主演となる今井翼、hideはロックバンドFUZZY CONTROLのメンバーJUON、hideの共同プロデューサーI.N.Aを塚本高史が演じる。塚本はhideのドキュメンタリー映画『JUNK STORY』（2015年）でナレーションを務めた。また、hideの祖母役にはhideと同郷（横須賀市）である田島令子を起用。
hide with Spread Beaverのメンバー役のほとんどが現役のミュージシャンでキャスティングされている。撮影開始の1年半前から演技経験が少ない、または全く無いキャストは、ワークショップで演技を磨きつつ全員で音合わせやリハーサルを行い、演技と演奏の両方で準備を重ねた。
本編では本物のhideの愛車「ダイムラー ダブルシックス」が登場するほか、1998年に開催されたツアー「hide with Spread Beaver appear!!“1998 TRIBAL Ja,zoo”」のライブを再現し、hide本人のヴォーカルが入った実際のライブ音源が使用される。
2022年6月15日に行われた完成披露上映会には監督の塚本連平、出演者からは今井翼、塚本高史、JUONが登壇。サプライズゲストとして原作者の松本裕士も登壇し、今井に感謝や労いの言葉を贈った

## キャスト
- ヒロシ（松本裕士）：今井翼
- I.N.A：塚本高史
- hide：JUON（FUZZY CONTROL）
- 鹿島（レコード会社重役）：津田健次郎
- 児玉（hide事務所チーフマネージャー）：細田善彦
- JOE：川野直輝
- CHIROLYN：SHINGO☆（SEX MACHINEGUNS）
- KIYOSHI：笠原織人
- D.I.E.：くぼゆうき
- KAZ：片岡麻沙斗
- hideの父：朝倉伸二
- hideの母：山下容莉枝
- hideの祖母：田島令子
- ヒロシ（幼少期）：三浦綺羅[8]
- ヒロシ（青年期）：下川恭平[9]
- 秋山：酒井貴浩[10]

## スタッフ
- 監督・脚本：塚本連平
- 脚本：福田卓郎
- 原作：松本裕士「兄弟 追憶のhide」
- 原案協力・hide楽曲監修：I.N.A「君のいない世界~hideと過ごした2486日間の軌跡」
- 配給：KADOKAWA
- 製作：映画「TELLME」製作委員会